# Норция
Норция, или Нортия (Nortia), — этрусская богиня судьбы, главное место почитания которой находилось в Вольсиниях, где в её храме вбивали гвозди, по которым считали годы.
Соответствует римской богине Фортуне.
Обширный храм богини Нортии в этрусской столице ежегодно привлекал богомольцев: в одну из его стен торжественно вбивался гвоздь для счёта годов.